# جيري تواي
سيريمايا تواي فونيسا أو جيري تواي هو لاعب رغبي لعب لصالح منتخب فيجي لسباعيات الرغبي.
ظهرت صورته على ورقة نقدية تذكارية قيمتها 7 دولارات فيجية لمناسبة فوز فيجي بميدالية ذهبية للرجال وأخرى برونزية للسيدات في سباعيات الرغبي في الألعاب الأولمبية الصيفية في طوكيو سنة 2021، حيث ظهرت في وجه الورقة النقدية تظهر فيه صورة فريق فيجي للنساء الفائز بالميدالية البرونزية في سباعيات الرغبي في الألعاب الأولمبية الصيفية في طوكيو مع صورة ميدالية برونزية أما ظهر الورقة النقدية فتظهر فيه صورة فريق فيجي للرجال الفائز بالميدالية الذهبية وهم يتوجون في حفل تكريمهم مع صورة رئيس الفريق جيري تواي رافعا يديه للسماء شاكرا وصورة المدرب غاريث بابر متأملا.